# Nerax antiphon
Nerax antiphon là một loài ruồi trong họ Asilidae. Nerax antiphon được Walker miêu tả năm 1849.